# Pont Régemortes
Die Pont Régemortes ist eine Brücke über den Allier in Moulins im Département Allier in der französischen Region Auvergne-Rhône-Alpes. Sie ist die einzige Straßenbrücke, die Moulins mit dem linken Ufer verbindet. Nur eine 1855 gebaute Eisenbahnbrücke rund 850 m flussaufwärts quert sonst den Fluss im Stadtgebiet.
Sie trägt den Namen ihres Erbauers Louis de Régemortes, auch Louis de Règemorte, eines Mitglieds des Corps des ingénieurs des ponts et chaussées. Sie wird deshalb auch Pont Règemorte genannt.

## Beschreibung
Die über 300 m lange Steinbogenbrücke besteht aus dreizehn gleichen Korbbögen mit Spannweiten von je 19,50 m. Die Brücke ist insgesamt 13,60 m breit. Das über die gesamte Länge horizontale Brückendeck ist in insgesamt drei Fahrbahnen und je einen Gehweg unterteilt. Die Besonderheit der Brücke besteht in ihrer Gründung auf einer breiten, von Ufer zu Ufer reichenden Sohlplatte, die bei nicht allzu hohem Wasserstand deutlich sichtbar ist. Mit dieser Sohlplatte konnte eine Unterspülung der Pfeiler erfolgreich verhindert werden.

## Geschichte
Es gab in Moulins im Lauf der Zeit verschiedene Holz- und Steinbrücken über den Allier. Dieser aus dem Massif Central kommende Fluss hatte mit seinen reißenden Hochwassern die Brücken aber immer wieder nach kurzer Zeit fortgespült, so unter anderem 1676. Eine 1685 gebaute Steinbrücke wurde schon 1689 wieder zerstört. Hardouin-Mansard hatte 1705 den Bau einer neuen Steinbrücke begonnen, die 1710 fast fertig war. Es mussten nur noch die Lehrgerüste entfernt werden, als ein Hochwasser auch diese Brücke wegriss.
Der mit dem erneuten Bau einer Brücke beauftragte Régemortes machte vor diesem Hintergrund ungewöhnlich umfangreiche und sorgfältige Voruntersuchungen. Er fand heraus, dass der Fluss auf einem mehr als 15 m tiefen Sandbett verlief, sodass auch eine Pfahlgründung mit den damaligen Mitteln nicht den gewachsenen Boden erreichen konnte. Deshalb waren die Pfeiler in der Vergangenheit immer wieder ausgekolkt und weggeschwemmt worden. Régemortes stellte fest, dass es sich um sehr homogenen Sand handelte, der eine hohe Druckfestigkeit aufwies, wenn man ihn daran hinderte, seitlich auszuweichen. Er ließ deshalb eine massive, horizontale Sohlplatte quer über den ganzen Fluss mauern, die erheblich breiter als die zukünftige Brücke war. Mehrere Pfahlreihen unter der Platte verhinderten, dass der Sand unter der Platte weggespült wurde. An ihren beiden Enden sorgten schräg zur Flussmitte hin verlaufende Abtreppungen dafür, dass Auskolkungen auch bei den Randdeichen verhindert wurden. Die Brückenpfeiler wurden anschließend nicht einzeln auf Pfahlrosten gegründet, sondern auf dieser durchgehenden Sohlplatte aufgemauert. Régemortes plante dabei die Pfeiler und die Bogenöffnungen so, dass der Durchflussquerschnitt auch bei Hochwasser deutlich größer war als bei der Brücke von Hardouin-Mansard und so der Wasserdruck auf die Brücke so gering wie möglich blieb. 
Régemortes stellte die Leistungsbeschreibung im November 1752 fertig. Die von ihm geleiteten Bauarbeiten begannen 1753 und wurden 1763 fertiggestellt. Seitdem hat sie alle Hochwasser überstanden und ist immer noch die einzige Straßenbrücke zwischen Moulins und dem westlichen Ufer des Flusses.
Louis de Régemortes beschrieb den Bau der Brücke und der dabei angetroffenen Probleme ausführlich in dem 1771 veröffentlichten Werk Description du nouveau pont de pierre construit sur la rivière d'Allier à Moulins.
1940 wurde ein Bogen gesprengt, um den Vormarsch der deutschen Truppen aufzuhalten. Der Bogen wurde 1942 als Stahlbetonbogen wieder hergestellt. Während des Vichy-Regimes war sie ein wichtiger Punkt auf der Demarkationslinie zwischen dem deutsch besetzten Teil Frankreichs und der „freien Zone“.
Die Pont de Régemortes ist seit dem 17. Juli 1946 als Monument historique geschützt.

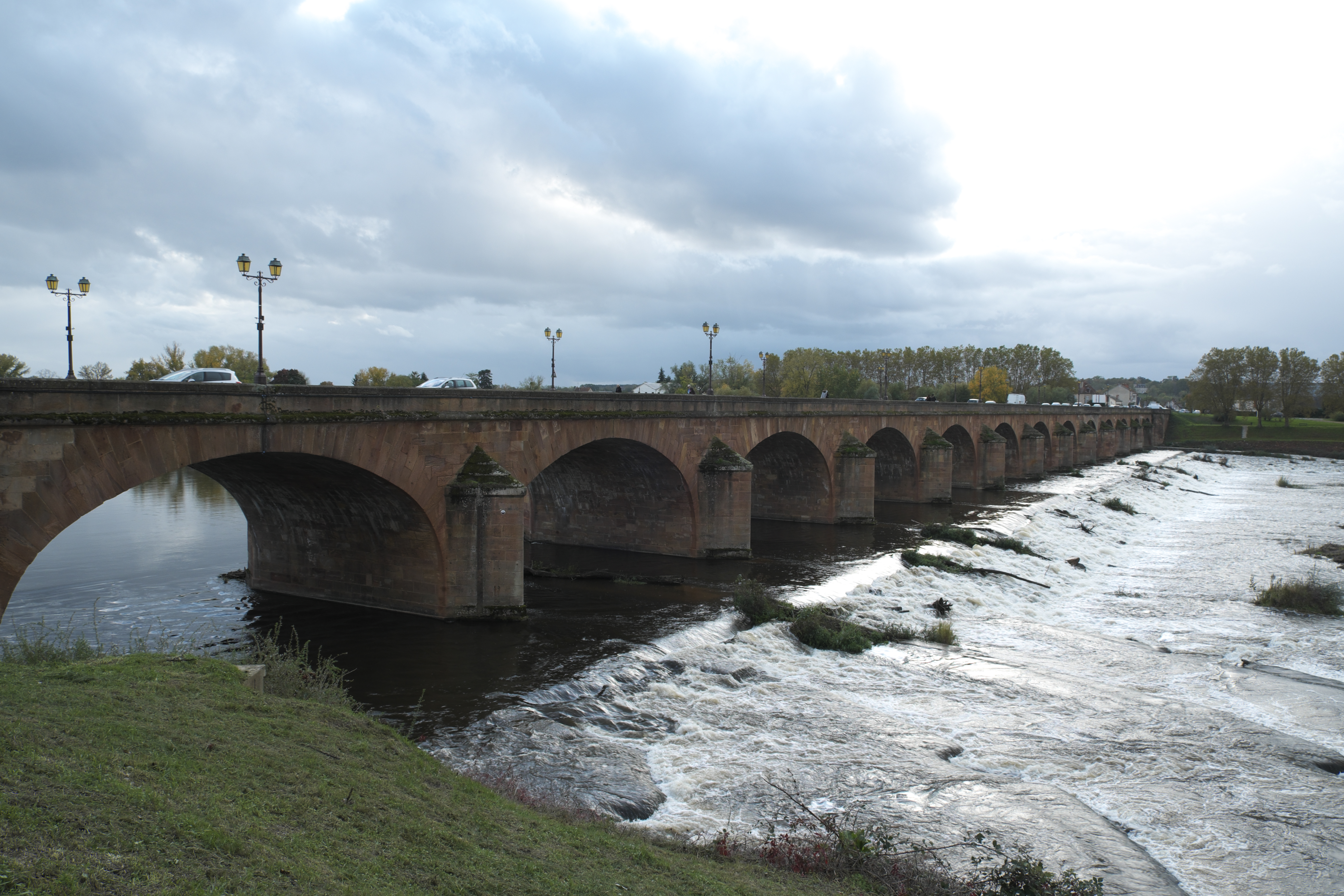
Sohlplatte deutlich sichtbar
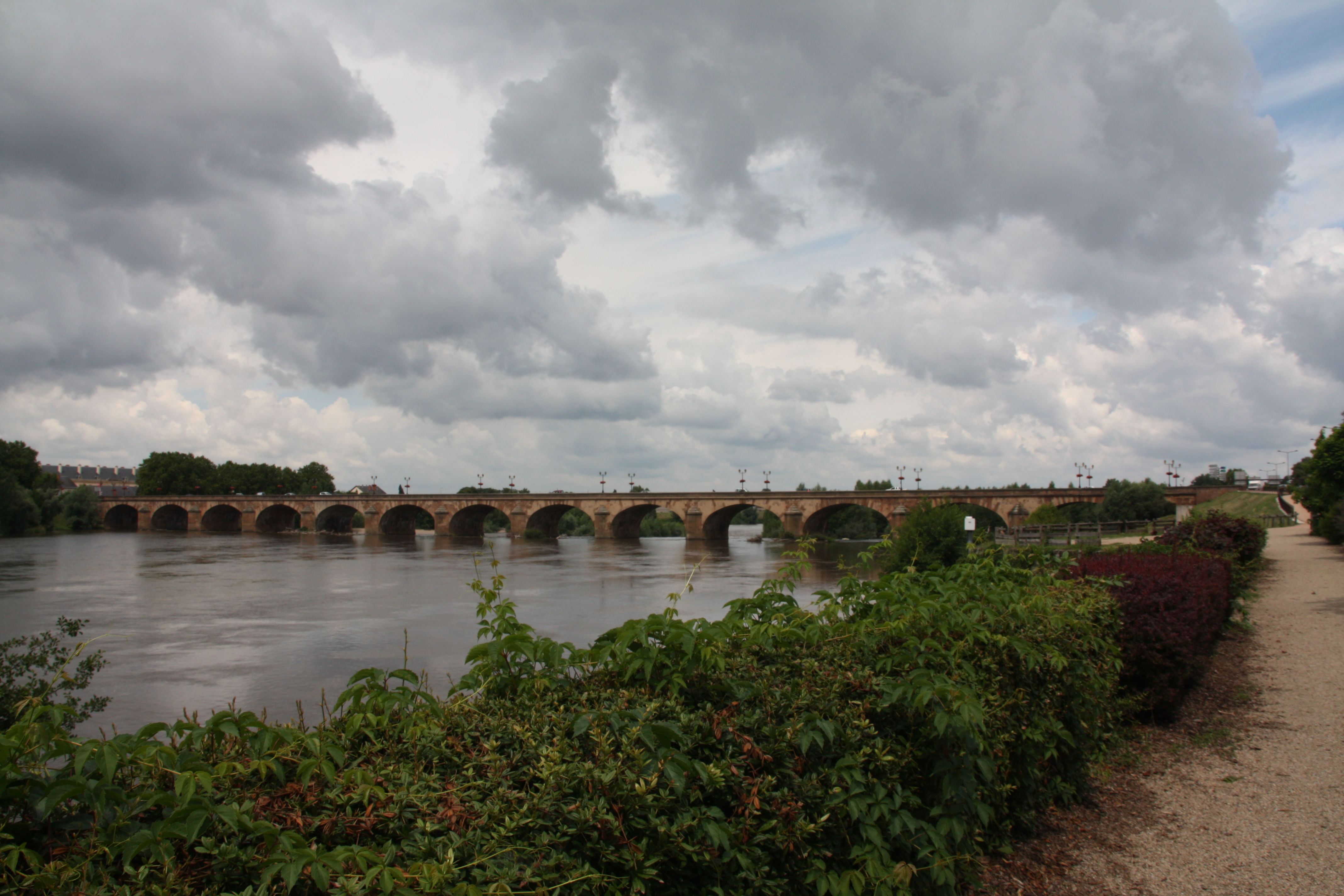
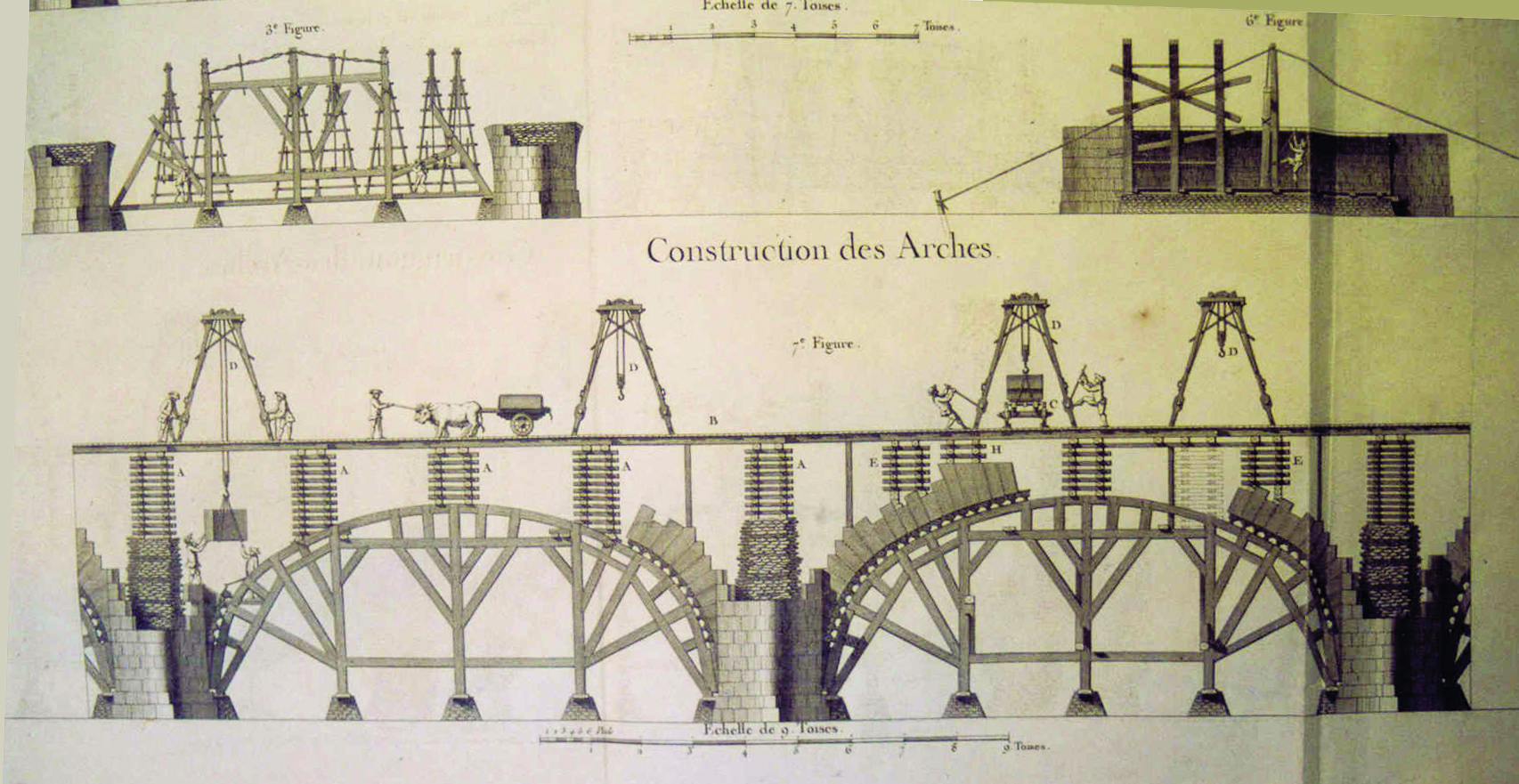
Zeichnung von Louis de Régemortes über Bauetappen